# Typtonychus
Typtonychus is een geslacht van kreeftachtigen uit de klasse van de Malacostraca (hogere kreeftachtigen).

## Soorten
- Typtonychus anomalus (Bruce, 1979)
- Typtonychus bruceorum Bruce, 2011
- Typtonychus crassimanus Bruce, 1996
- Typtonychus dentatus (Fujino & Miyake, 1969)
- Typtonychus dimorphus (Bruce, 1986)
- Typtonychus infaustus Bruce, 2011